# Kieran Tierney
Kieran Tierney (Douglas, Isla de Man, Reino Unido, 5 de junio de 1997) es un futbolista manés-escocés que juega como defensa en el Celtic F. C. de la Scottish Premiership.

## Trayectoria
En el año 2005 se incorporó a las divisiones infantiles del Celtic Football Club, con siete años, realizó su formación como futbolista en el club escocés.
Con 16 años, fue convocado para jugar la primera edición de la Liga Juvenil de la UEFA, competición internacional sub-19 de clubes de la UEFA. Estuvo en el banco de suplentes contra el A. C. Milan en el penúltimo partido de la fase de grupos, no ingresó y empataron 1 a 1. El 10 de diciembre de 2013, en el último juego de la primera fase, debutó a nivel internacional, jugó los minutos finales contra el F. C. Barcelona, con Munir El Haddadi como figura, pero fueron derrotados 3 a 0. El Celtic quedó eliminado y el club español posteriormente resultó campeón.
Fue ascendido al primer equipo del Celtic por el entrenador Ronny Deila para comenzar la preparación de la temporada 2014/15. Tuvo participación en el último partido amistoso de pretemporada, Kieran debutó en el club el 2 de agosto de 2014, ingresó en el minuto 63 para enfrentar al Tottenham Hotspur F. C., con jugadores destacados como Harry Kane, Erik Lamela, Roberto Soldado, Emmanuel Adebayor y Christian Eriksen, pero perdieron 6 a 1 en el Estadio Olímpico de Helsinki.
A fin de año, fue convocado por primera vez para jugar un partido oficial, el 27 de diciembre de 2014, estuvo en el banco de suplentes contra el Ross County F. C. por la fecha 18 del campeonato nacional, no tuvo minutos y empataron sin goles.
Tierney debutó oficialmente como profesional el 22 de abril de 2015, ante el Dundee F. C., jugó los minutos finales y ganaron 2 a 1 en el Dens Park ante más de 8900 espectadores. Utilizó la camiseta número 63, disputó su primer encuentro con 17 años y 321 días.
Volvió a tener minutos en la penúltima fecha de la Premiership, fue titular por primera vez el 15 de mayo contra el St. Johnstone F. C., estuvo 69 minutos en cancha y empataron 0 a 0.
En su primera temporada como profesional, Kieran jugó 2 partidos por el campeonato nacional. Celtic se coronó campeón de la Scottish Premiership 2014-15 con 92 puntos. También el club ganó la Copa de la Liga de Escocia, pero Tierney no fue convocado a juego alguno.
Realizó la preparación para la temporada 2015-16 con el primer equipo, ya integrado definitivamente por el entrenador Ronny Deila. Jugó partidos amistosos, contra Den Bosch, Dukla Praga y Eibar.
Debido a que el lateral izquierdo titular, Emilio Izaguirre, estaba suspendido por acumulación de tarjetas amarillas, para la fecha 1 de la Premiership el entrenador colocó a Tierney como titular. El 1 de agosto de 2015 jugó los 90 minutos contra el Ross County F. C., fue el primer partido que disputó como local, en el Celtic Park ante más de 45 100 espectadores, ganaron 2 a 0. Para las siguientes fechas volvió Izaguirre al puesto y Kieran no fue considerado ni para ir al banco.
No tuvo muchas oportunidades, pero debutó en la Copa de la Liga de Escocia el 23 de septiembre, jugó los 90 minutos contra el Raith Rovers F. C. en octavos de final y ganaron 2 a 0. 
El 1 de octubre debutó a nivel internacional; fue en la fase de grupos de la Liga Europa 2015-16, se enfrentó como titular al Fenerbahçe S. K. y empataron 2 a 2. No pasaron de fase, quedaron en última posición con 3 puntos. Kieran jugó 4 partidos internacionales.
Finalizó el primer semestre de la temporada con pocas oportunidades, ya que estuvo en 6 partidos por el campeonato local, de 18 posibles.
Al año siguiente, el entrenador le brindó más chances, que supo aprovecharlas y lograr el puesto de titular en la segunda mitad de la temporada.
El 10 de enero de 2016 debutó en la Copa de Escocia, fue titular para enfrentar al Stranraer F. C. en la cuarta ronda, ganaron 3 a 0. A fin de mes, el 31 de enero, jugaron contra Ross County la semifinal de la Copa de la Liga, pero perdieron 3 a 1 y quedaron eliminados.
Celtic continuó el año aspirando a una copa nacional y al campeonato. El 7 de febrero, jugaron los octavos de final por la Copa de Escocia y vencieron  0-2 a East Kilbride. Su rival de cuartos de final fue Morton, al que derrotaron 3 a 0.
Kieran jugó como titular en cada encuentro de la copa, y el 14 de abril se jugó el partido más importante a nivel de clubes del país, el Old Firm, clásico contra el Rangers Football Club en la semifinal. Jugó desde el inicio en el Hampden Park ante más de 50 000 espectadores, fue un encuentro parejo, que finalizó 1 a 1 en tiempo reglamentario, fueron a un alargue pero el Rangers anotó un gol de inmediato, al minuto 106 tras un desborde por el lado izquierdo de Tierney, mandó la pelota al área rival y su compañero Tom Rogić lo transformó en gol. Finalizaron los 120 minutos 2 a 2, por lo que decidieron el equipo que pasaría a la final mediante los penales y perdieron 5 a 4.
El Celtic quedó eliminado de las dos copas nacionales y la internacional, por lo que se enfocaron en el campeonato. En la última fecha, el 15 de mayo, Kieran anotó su primer gol oficial, su rival fue el Motherwell F. C. y ganaron 7 a 0.
Con 86 puntos, ganaron la Scottish Premiership 2015-16, Tierney estuvo presente en 23 partidos, anotó un gol y brindó 6 asistencias. En la Liga Europa jugó 4 partidos, mientras que en las copas nacionales disputó 6 partidos y brindó 2 pases de gol. Su gran rendimiento le permitió debutar con la selección mayor de Escocia a los 18 años.
Ronny Deila dejó su cargo de entrenador del Celtic y lo asumió Brendan Rodgers para comenzar la temporada 2016-17.
Kieran se consolidó en el lateral izquierdo, por lo que le quitó el puesto a su compañero Emilio Izaguirre. Firmó un nuevo contrato con Celtic, el 24 de junio, por cinco años.
Jugó los partidos amistosos de preparación contra N. K. Celje, S. K. Sturm Graz, N. K. Olimpija Ljubljana, N. K. Maribor y VfL Wolfsburgo.
El 12 de julio de 2016 jugaron el primer partido oficial de la temporada, fue contra el Lincoln Red Imps en Gibraltar por la segunda ronda previa de la Champions League, fueron sorprendidos y perdieron 1 a 0. En el partido de ida Celtic ganó 3 a 0 y clasificaron por un global de 3 a 1.
La tercera ronda la jugaron contra el F. C. Astana, equipo al que derrotaron por un global de 3 a 2. Luego disputaron la ronda de clasificación, su rival fue el Hapoel Be'er Sheva y lograron vencerlo por un global de 5 a 4. Kieran jugó los 6 partidos como titular.
En el plano local, también comenzó como titular en la fecha 1. Jugó su segundo clásico el 10 de septiembre, esta vez recibieron al Rangers en el Celtic Park y lo golearon 5 a 1.
Debutó en la fase de grupos de la Liga de Campeones de la UEFA el 13 de septiembre, contra el F. C. Barcelona en el Camp Nou ante más de 73 200 espectadores, jugó todo el partido pero perdieron 7 a 0, con un hat-trick de Messi, goles de Luis Suárez, Neymar y Andrés Iniesta.
El 8 de agosto de 2019 se anunció su fichaje por el Arsenal F. C. firmando un contrato de larga duración. En cuatro años jugó 124 partidos y ganó una FA Cup y dos Community Shield, antes de ser cedido a la Real Sociedad para la temporada 2023-24.
El 10 de junio de 2025 se confirmó su regreso al Celtic F. C. hasta, al menos, mediados de 2030.

## Selección nacional

### Participaciones en Eurocopas
| Copa          | Sede     | Resultado    | Partidos | Goles |
| ------------- | -------- | ------------ | -------- | ----- |
| Eurocopa 2020 | Europa   | Primera fase | 2        | 0     |
| Eurocopa 2024 | Alemania | Primera fase | 2        | 0     |

## Estilo de juego
Cuando tiene oportunidad, tira a portería, convirtiendo goles importantes de esta manera, como lo fue contra el Benfica en la Liga Europa, siendo el gol del empate, contra el West Bromwich en la Premier League o el tanto desde 40 yardas contra el Kilmarnock durante su etapa en el Celtic.
En líneas generales es un jugador polifuncional, ya que puede jugar de carrilero en una línea de tres, de lateral izquierdo como lo hace regularmente o incluso de central.

## Estadísticas

### Clubes
Actualizado al último partido disputado el 20 de agosto de 2025.
| Club                     | Div.          | Temporada     | Liga  | Liga  | Copas nacionales | Copas nacionales | Copas internacionales | Copas internacionales | Total | Total |
| Club                     | Div.          | Temporada     | Part. | Goles | Part.            | Goles            | Part.                 | Goles                 | Part. | Goles |
| ------------------------ | ------------- | ------------- | ----- | ----- | ---------------- | ---------------- | --------------------- | --------------------- | ----- | ----- |
| Celtic F. C. Escocia     | 1.ª           | 2014-15       | 2     | 0     | 0                | 0                | 0                     | 0                     | 2     | 0     |
| Celtic F. C. Escocia     | 1.ª           | 2015-16       | 23    | 1     | 6                | 0                | 4                     | 0                     | 33    | 1     |
| Celtic F. C. Escocia     | 1.ª           | 2016-17       | 24    | 1     | 7                | 1                | 9                     | 0                     | 40    | 2     |
| Celtic F. C. Escocia     | 1.ª           | 2017-18       | 32    | 3     | 9                | 1                | 14                    | 0                     | 55    | 4     |
| Celtic F. C. Escocia     | 1.ª           | 2018-19       | 21    | 0     | 5                | 0                | 14                    | 1                     | 40    | 1     |
| Arsenal F. C. Inglaterra | 1.ª           | 2019-20       | 15    | 1     | 5                | 0                | 4                     | 0                     | 24    | 1     |
| Arsenal F. C. Inglaterra | 1.ª           | 2020-21       | 27    | 1     | 2                | 0                | 9                     | 1                     | 38    | 2     |
| Arsenal F. C. Inglaterra | 1.ª           | 2021-22       | 22    | 1     | 3                | 0                | —                     | —                     | 25    | 1     |
| Arsenal F. C. Inglaterra | 1.ª           | 2022-23       | 27    | 0     | 3                | 0                | 6                     | 1                     | 36    | 1     |
| Arsenal F. C. Inglaterra | 1.ª           | 2023-24       | 0     | 0     | 1                | 0                | ―                     | ―                     | 1     | 0     |
| Real Sociedad · España   | 1.ª           | 2023-24       | 20    | 0     | 4                | 0                | 2                     | 0                     | 26    | 0     |
| Real Sociedad · España   | Total club    | Total club    | 20    | 0     | 4                | 0                | 2                     | 0                     | 26    | 0     |
| Arsenal F. C. Inglaterra | 1.ª           | 2024-25       | 13    | 1     | 2                | 0                | 5                     | 0                     | 20    | 1     |
| Arsenal F. C. Inglaterra | Total club    | Total club    | 104   | 4     | 16               | 0                | 24                    | 2                     | 144   | 6     |
| Celtic F. C. Escocia     | 1.ª           | 2025-26       | 2     | 0     | 1                | 0                | 1                     | 0                     | 4     | 0     |
| Celtic F. C. Escocia     | Total club    | Total club    | 104   | 5     | 28               | 2                | 42                    | 1                     | 174   | 8     |
| Total carrera            | Total carrera | Total carrera | 228   | 9     | 48               | 2                | 68                    | 3                     | 344   | 14    |
| 1. 2.                    |               |               |       |       |                  |                  |                       |                       |       |       |

### Resumen estadístico
|                             | Partidos | Goles |
| --------------------------- | -------- | ----- |
| Liga                        | 226      | 9     |
| Copas nacionales            | 47       | 2     |
| Copas internacionales       | 67       | 3     |
| Selección de Escocia sub-19 | 3        | 0     |
| Selección de Escocia        | 50       | 1     |
| Total                       | 393      | 15    |

## Palmarés

### Títulos nacionales
| Título                     | Club          | País       | Año  |
| -------------------------- | ------------- | ---------- | ---- |
| Copa de la Liga de Escocia | Celtic F. C.  | Escocia    | 2015 |
| Scottish Premiership       | Celtic F. C.  | Escocia    | 2015 |
| Scottish Premiership       | Celtic F. C.  | Escocia    | 2016 |
| Copa de la Liga de Escocia | Celtic F. C.  | Escocia    | 2017 |
| Copa de Escocia            | Celtic F. C.  | Escocia    | 2017 |
| Scottish Premiership       | Celtic F. C.  | Escocia    | 2017 |
| Copa de la Liga de Escocia | Celtic F. C.  | Escocia    | 2018 |
| Scottish Premiership       | Celtic F. C.  | Escocia    | 2018 |
| Copa de Escocia            | Celtic F. C.  | Escocia    | 2018 |
| Copa de la Liga de Escocia | Celtic F. C.  | Escocia    | 2019 |
| Scottish Premiership       | Celtic F. C.  | Escocia    | 2019 |
| Copa de Escocia            | Celtic F. C.  | Escocia    | 2019 |
| FA Cup                     | Arsenal F. C. | Inglaterra | 2020 |
| Community Shield           | Arsenal F. C. | Inglaterra | 2020 |
| Community Shield           | Arsenal F. C. | Inglaterra | 2023 |

### Distinciones individuales
| Distinción                                                                | Año  |
| ------------------------------------------------------------------------- | ---- |
| Parte del equipo del año de la Development League para la SPFL            | 2015 |
| Parte del equipo de la semana para la SPFL (mes de octubre, semana #5)    | 2015 |
| Parte del equipo de la semana para la SPFL (mes de noviembre, semana #1)  | 2015 |
| Joven de la semana para UEFA.com (mes de febrero, semana #3)              | 2016 |
| Parte del equipo de la semana para la SPFL (mes de febrero, semana #4)    | 2016 |
| Parte del equipo de la semana para la SPFL (mes de marzo, semana #3)      | 2016 |
| Parte del equipo de la semana para la SPFL (mes de abril, semana #4)      | 2016 |
| Jugador joven del año de Celtic                                           | 2016 |
| Parte del equipo del año para la PFA                                      | 2016 |
| Jugador joven del año para la PFA                                         | 2016 |
| Jugador joven del año para la SFWA                                        | 2016 |
| Parte del equipo de la semana para la SPFL (mes de septiembre, semana #3) | 2016 |
| Parte del equipo de la semana para la SPFL (mes de septiembre, semana #4) | 2016 |
| Jugador de la semana para la SPFL (mes de septiembre, semana #4)          | 2016 |